# Middachten (landgoed)
Landgoed Middachten is een landgoed op de Veluwezoom en in de IJsselvallei in de gemeente Rheden tussen De Steeg en Ellecom in Gelderland. Het vormt een onderdeel van het bezit van Kasteel Middachten. Middachten behoort met zijn 900 ha tot de grootste particuliere landgoederen van de Veluwe.

## Ligging
Landgoed Middachten ligt zowel op de hoge gronden van de Veluwe als in in de Havikerwaard in de uiterwaarden van het dal van de Gelderse IJssel. Naar het noorden toe sluiten de Middachter bossen aan bij de Onzalige bossen die onderdeel zijn van het Nationaal Park Veluwezoom. In het westen ligt landgoed Rhederoord en in het oosten Landgoed Hof te Dieren. Het Kasteel Middachten ligt te midden van grote tuinen op korte afstand van De Steeg. Dit dorp is gedeeltelijk op het landgoed ontstaan. De landbouwgronden van het landgoed beslaan een groot deel van de Havikerwaard langs een wijde zuidwaartse bocht van de Gelderse IJssel.

## Bosbouw

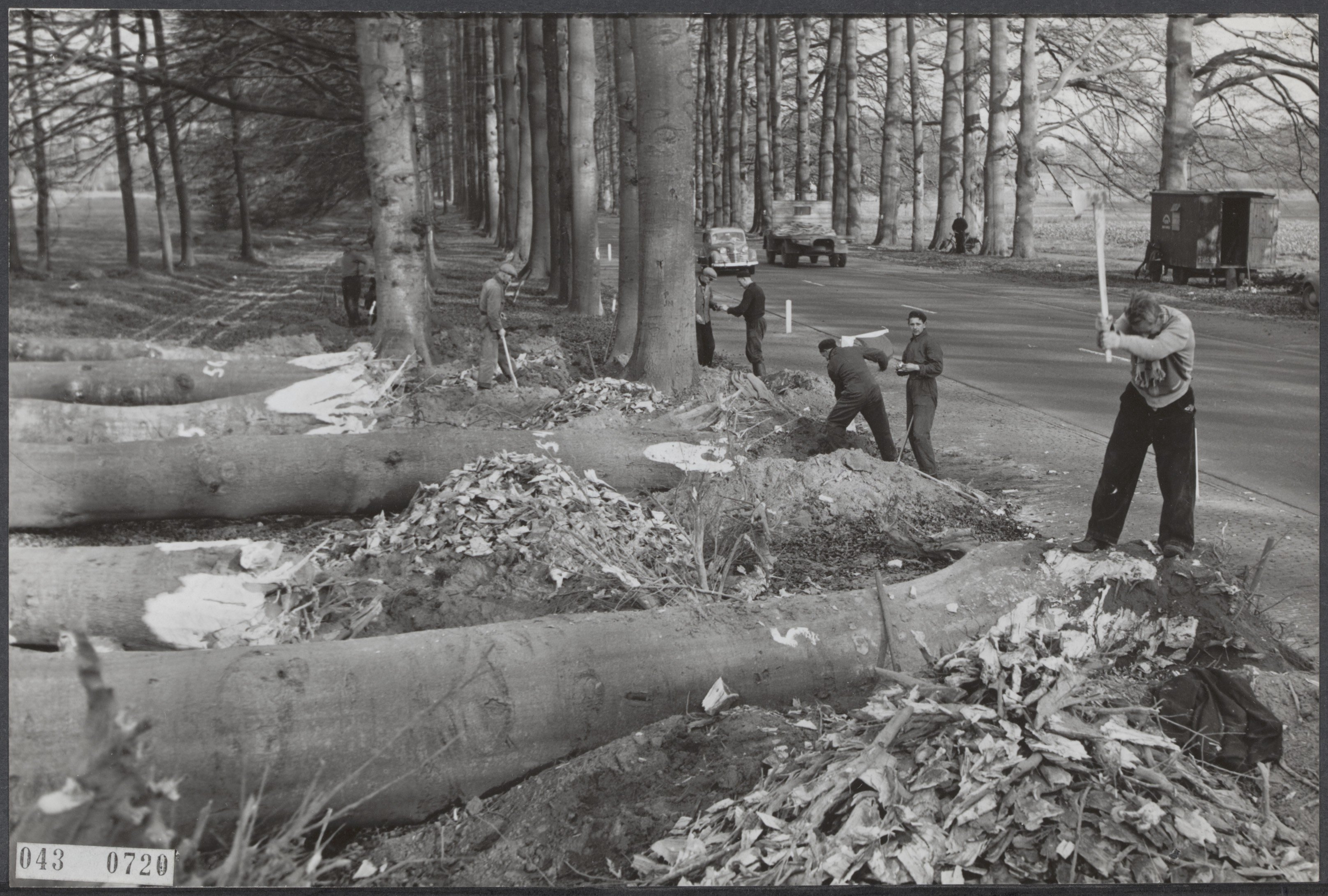
Omhakken van bomen aan de Middachter Allee in 1956

De 400 ha grote Middachterbossen liggen op een stuwwal op voor Nederlandse begrippen steile zuidhellingen en zeer goede bosbodems met lössgrond. Het bosbouwbedrijf van het landgoed heeft een goede naam in de houthandel doordat men zich sinds lang heeft gespecialiseerd in de teelt van hoogwaardig zaaghout van hoofdzakelijk beuken. Daardoor behoort Middachten tot de weinige bosgebieden in Nederland waar nog min of meer renderend aan bosbouw kan worden gedaan. Er staat een belangrijk oud beukenbos. Op Middachten zijn in de loop der tijd met wisselend resultaat experimenten gedaan met destijds voor Nederland nieuwe houtsoorten zoals douglasspar, acacia en lariks, maar ook weinig gebruikelijke als thuja, chamaecyparis en de Westamerikaanse balsempopulier. Hier werd al dertig jaar gewerkt volgens de principes van geïntegreerd bosbeheer voordat dit elders ingang vond.

## Landbouwgebieden
Een belangrijk deel van het landgoed bestaat uit landbouwgrond op de rivierklei en veengrond van de Havikerwaard langs de IJssel en op de enkeerdgronden met lössgrond op de hellingen van het Veluwemassief. Deze zone wordt doorsneden door een spoorweg en de Middachter Allee, een lange laan met zware beuken.

## Herinrichting uiterwaard
Het landherinrichtingsproject Havikerpoort dat in 2008 is gestart beoogt het vergraven van het gebied van de Lamme IJssel, een dode rivierarm, tot een nieuwe 'meestromende nevengeul' evenwijdig aan de rivier. Door uitvoering van dit project wordt ook de mogelijkheid geschapen dat dieren als het edelhert vanuit de vaak voedselarme bossen van de Veluwe toegang krijgen tot de voedselrijke IJsselvallei. Hiervoor zal een ecopassage worden aangelegd onder de A348 die door de Havikerwaard loopt. Een deel van de landbouwgrond in de uiterwaard zal worden omgevormd tot natuurgebied.

## Bronbos

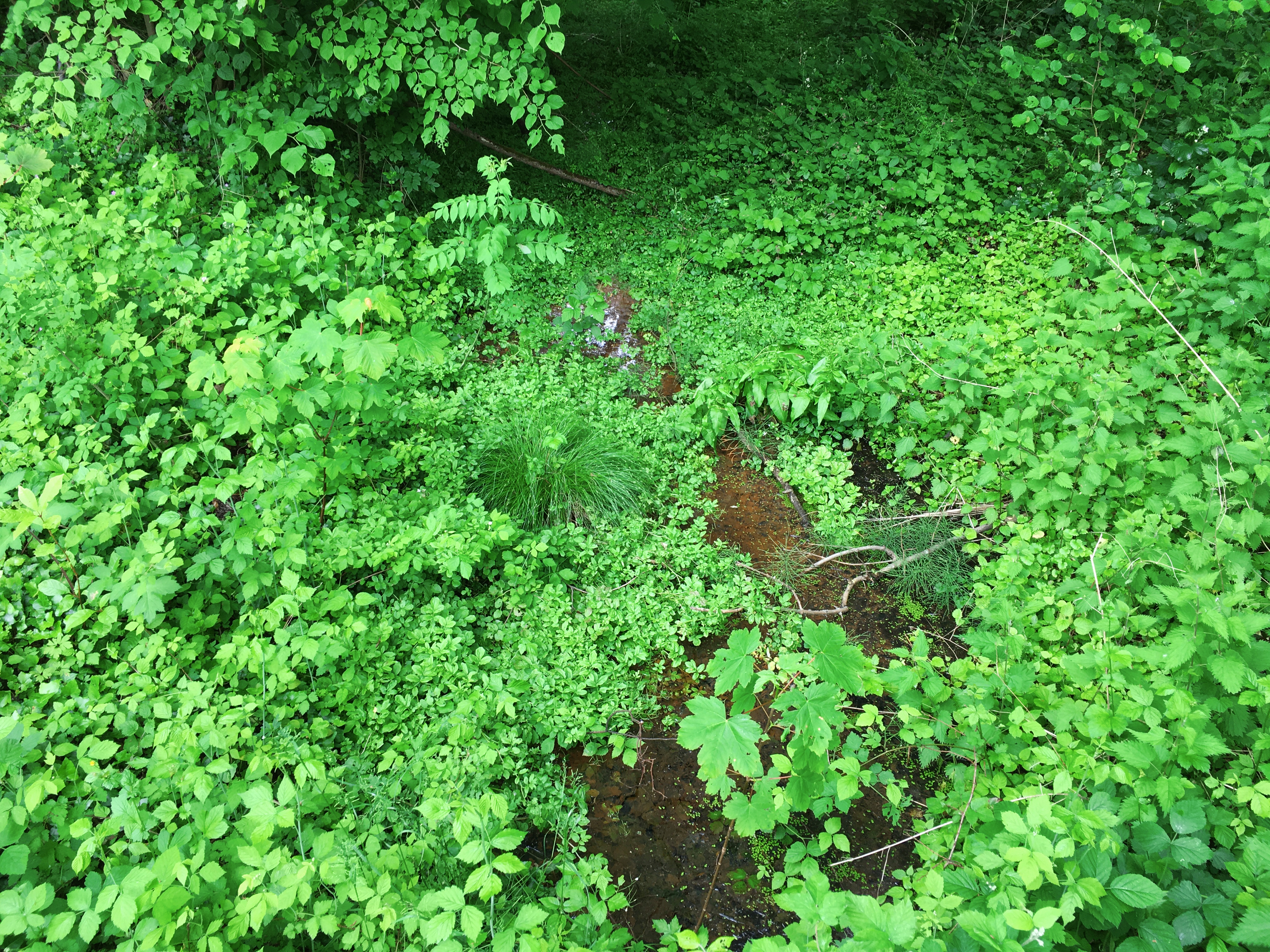
Een bronbeekvegetatie in het Faisantenbos.

Tussen De Steeg en Ellecom, niet ver van het kasteel, ligt onderaan de helling van de Veluwerand het Faisantenbos, een bronbos dat gevoed wordt met kalkrijk kwelwater van uitzonderlijke kwaliteit afkomstig van de Veluwe. Hier nestelt de ijsvogel en groeit een specifieke voorjaarsflora met de slanke sleutelbloem, paarbladig goudveil en het zeer zeldzame knikkend nagelkruid. Dit soort natuurgebiedjes zijn in Nederland bijzonder. Ze komen verder voor op enkele plaatsen in Zuid-Limburg en Twente. Het bronbos van Middachten wordt zoals veel natuurgebieden bedreigd door verdroging. Sinds 2007 wordt met kleinschalige maatregelen voorzichtig geprobeerd de bijzondere natuurwaarden van het gebied te behouden door het te vernatten met water van de juiste kwaliteit.

## Recreatie
Landgoed en kasteel bieden de recreant ontspanningsmogelijkheden op velerlei gebied. Het gebied is ook nog steeds belangrijk voor de jacht op groot wild.